# Israelische Eishockeynationalmannschaft

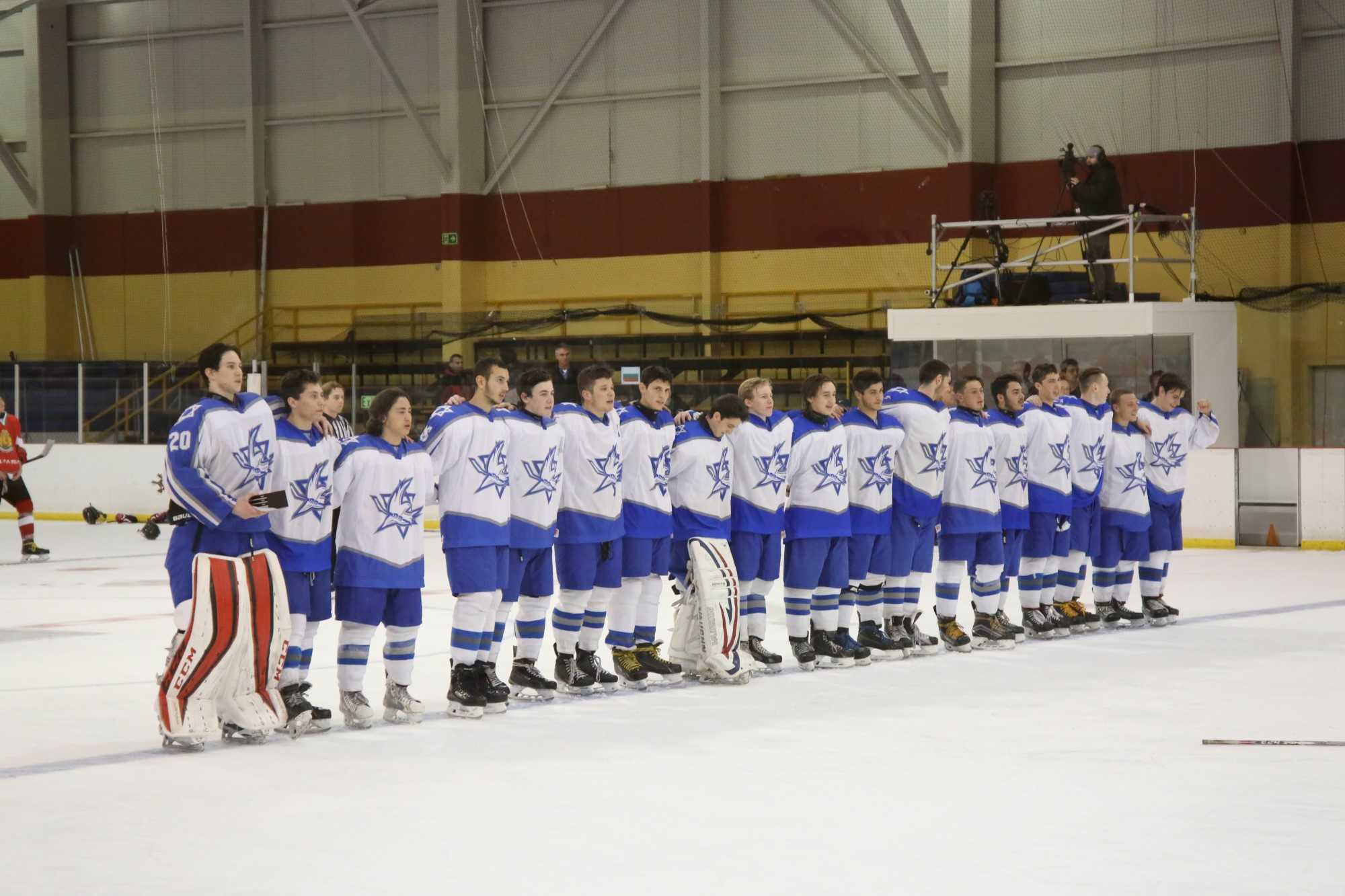
Israelische Mannschaft 2017 bei einem Spiel gegen Bulgarien

Die israelische Eishockeynationalmannschaft der Männer wird nach der Weltmeisterschaft 2022 in der IIHF-Weltrangliste auf Platz 33 geführt und spielt bei den Weltmeisterschaften in der Division II. Organisiert wird die Nationalmannschaft vom Israelischen Eishockeyverband.
1992 nahm die Mannschaft zum ersten Mal an einer Eishockey-Weltmeisterschaft teil, eine Medaille konnte das Team allerdings bisher nicht gewinnen. Für Olympische Spiele konnte sich die Israelische Nationalmannschaft noch nie qualifizieren. Eine Ironie des Schicksals erlebte die Mannschaft bei der WM 1996: Zunächst konnte sich das Team nur für die D-WM qualifizieren, weil die Niederlagen beim Qualifikationsturnier gegen Gegner Griechenland wegen des Einsatzes unberechtigter Spieler auf griechischer Seite am grünen Tisch in 5:0-Siege umgewandelt wurden, doch bei der D-WM ereilte Israel das gleiche Schicksal. Es verlor die Vorrundenbegegnungen gegen Bulgarien und Belgien am grünen Tisch mit 0:5, da es mit den Russland-Israelis Ariel Ben-Youri und Alex Vital zwei nicht spielberechtigte Akteure eingesetzt hatte.
Der bisher größte Erfolg des Teams war der Aufstieg in die WM-Division I im Jahr 2005, aus der es allerdings nach nur einem Turnier wieder absteigen musste. Bei der Weltmeisterschaft 2010 belegte die Mannschaft nach fünf Niederlagen den letzten Platz in der in Narva ausgetragenen Gruppe B der Division II und stieg damit erstmals nach zehn Jahren wieder in die unterste Spielklasse der Weltmeisterschaften ab. Allerdings gelang den Israelis im Folgejahr der sofortige Wiederaufstieg in die Division II.

## Platzierungen

### Weltmeisterschaft
- 1992: 4. C2-WM, Platz 30
- 1993: 11. C-WM, Platz 31
- 1994: 7. C2-WM, Platz 34
- 1995: 6. C2-WM, Platz 35
- 1996: 7. D-WM, Platz 35
- 1997: 5. D-WM, Platz 33
- 1998: 3. D-WM, Platz 35
- 1999: 2. D-WM, Platz 33
- 2000: 1. D-WM, Platz 34
- 2001: 2. Div. II, Gr. B, Platz 32
- 2002: 3. Div. II, Gr. A, Platz 34
- 2003: 5. Div. II, Gr. B, Platz 37
- 2004: 5. Div. II, Gr. A, Platz 38
- 2005: 1. Div. II, Gr. B, Platz 30
- 2006: 6. Div. I, Gr. A, Platz 28
- 2007: 3. Div. II, Gr. B, Platz 34
- 2008: 4. Div. II, Gr. A, Platz 36
- 2009: 5. Div. II, Gr. A, Platz 38
- 2010: 6. Div. II, Gr. B, Platz 39
- 2011: 1. Div. III, Platz 41
- 2012: 5. Div. II B, Platz 39
- 2013: 1. Div. II B, Platz 35
- 2014: 6. Div. II A, Platz 34
- 2015: 5. Div. II B, Platz 39
- 2016: 3. Div. II B, Platz 37
- 2017: 3. Div. II B, Platz 37
- 2018: 3. Div. II B, Platz 37
- 2019: 1. Div. II B, Platz 35
- 2022: 5. Div. II A, Platz 31
- 2023: 5. Div. II A, Platz 33
- 2024: 4. Div. II A, Platz 32
- 2025: 6. Div. II A, Platz 34

### Olympische Spiele
- 1998: Vor-Qualifikationsspiel, disqualifizert
- 2002–2010: keine Teilnahme
- 2014: 4. Vor-Qualifikation, Gruppe K, 33. Platz
- 2018: 3. Vor-Qualifikation Runde 1, Gruppe K, 34. Platz
- 2022: 3. Vor-Qualifikation Runde 2, Gruppe K, 33. Platz

## Cheftrainer bei Weltmeisterschaften
- 2001–2004 Boris Mindel
- 2005–2009 Jean Perron
- 2010  Boris Mindel
- 2011  Sergei Belo
- 2012–2014 Jean Perron
- 2015–2017 Derek Eisler
- 2018–2019 Semjon Jakubowitsch
- 2019 Bobby Holík
- seit 2022: Ty Newberry